# 리사 크루저
리사 크루저(Lisa Kreuzer, 1945년 12월 2일 ~ )는 독일의 연극 배우, 영화배우이다.
호프에서 태어났다.

## 영화
- 드라이레벤: 돈 팔로우 미 어라운드 (2011년)
- 살인의 마을 탄뇌드 (2009년)
- Von Einem Der Auszog (2007년) - 본인 역
- 미카엘과 진희 (2002년)
- 지킬 건 지켜야지 (2000년)
- 네버 슬립 어게인 (1992년)
- 말리나 (1991년)
- 베를린-예루살렘 (1989년)
- 바실레우스 쿼터 (1983년)
- 미국 친구 (1977년)
- 시간이 흐르면 (1976년) - 폴린느 역
- 빗나간 동작 (1974년)